# Marko Frank
Pour les articles homonymes, voir Frank.
Marko Frank, né le 25 décembre 1968 à Friedrichroda, est un coureur est-allemand du combiné nordique. Il est membre du club ASK Vorwärts Oberhof et a participé aux Jeux olympiques d'hiver de 1988 à Calgary. 

## Carrière
En 1987, il a participé aux Championnats du monde junior dans la ville italienne d'Asiago. À la compétition individuelle, il a remporté la médaille de bronze derrière son compatriote Thomas Prenzel et le Norvégien Trond Arne Bredesen. À la compétition par équipes, il a remporté la médaille d'or avec Thomas Abratis et Thomas Prenzel. La même année, il participe aux Championnats du monde de ski nordique à Oberstdorf. Il y termine la compétition individuelle au 15e rang et celle par équipes, disputée avec Thomas Abratis et Uwe Prenzel, à la sixième place. 
Le 9 janvier 1988, il remporte ses premiers points en Coupe du monde. Et lors de cette même saison, c'est lors de l'épreuve de St. Moritz, en Suisse, qu'il se classe septième, ce qui reste sa meilleure performance en Coupe du monde. Il termine la saison avec un total de 24 points au classement général, ce qui lui vaut la 15e place. Au cours de la saison 1987/88, il a également été sélectionné pour les Jeux olympiques de 1988 à Calgary. Il y termine huitième de l'épreuve individuelle. Puis, il se classe cinquième de la compétition par équipes, avec Thomas et Uwe Prenzel.
Il doit arrêter sa carrière sportive en 1988 en raison d'un cancer. Il devient ensuite entraîneur.